# Fossilizzazione
La fossilizzazione è l'insieme dei processi biochimici e ambientali che modificano i resti degli esseri viventi, impedendone il disfacimento, e li trasformano nel prodotto chiamato fossile. La fossilizzazione propriamente detta corrisponde alla quarta fase della tafonomia. Più genericamente, il termine si applica all'intera storia di tali resti fino al loro ritrovamento.

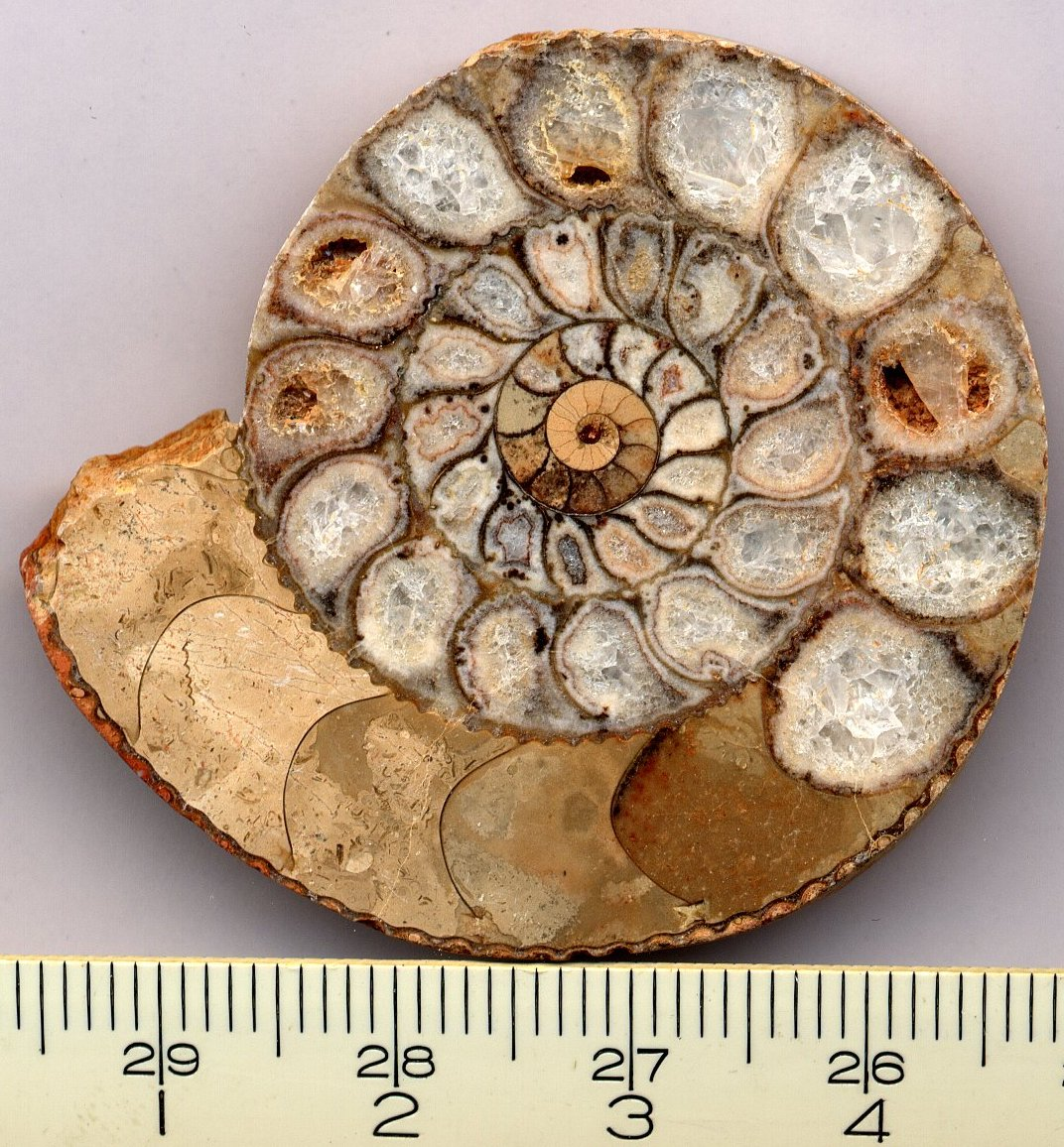
Sezione di conchiglia di ammonite fossilizzata mostrante diversi tipi di processi di fossilizzazione avvenuti sullo stesso resto fossile:
• quasi tutto il materiale componente il guscio, nella spirale esterna, è stato sostituito da pirite, oggi alterata in limonite, riconoscibile nelle linee color ruggine che delineano il profilo del fossile;
• le cinque camere più esterne sono state riempite da sedimento fine, frammisto a frammenti di piccolo gusci di altri organismi, penetrato dall'apertura naturale della conchiglia, lo stesso riempimento è avvenuto negli ultimi giri interni della spirale, ove il sedimento si è infiltrato presumibilmente tramite piccole fratture nel guscio più debole;
• nella zona mediana della spirale, i setti del guscio hanno funzionato come paratie stagne impedendo l'ingresso di materiale detritico; queste cavità rimaste libere hanno permesso la crescita di cristalli di calcite da parte di acque di strato ricche in carbonato, a partire dalle loro pareti; il resto del guscio è stato completamente mineralizzato da calcite.

## Requisiti
Il requisito fondamentale per la conservazione allo stato fossile delle spoglie è che vengano sottratte più rapidamente possibile a tutta una serie di agenti biologici, chimici, fisici e meccanici che tendono a distruggerle o decomporle.
La presenza di ossigeno è necessaria per permettere lo sviluppo di batteri aerobici; in assenza di ossigeno si svilupperebbero solo quelli anaerobici e si avrebbe così una fermentazione anaerobica, che porterebbe non alla distruzione della materia organica ma a una profonda trasformazione, con conservazione del solo carbonio (carbonificazione). Per una conservazione tridimensionale dei tessuti organici è necessario che ci sia una limitata decomposizione e anche una mineralizzazione precoce. 
In genere, le spoglie vengono preservate da un rapido seppellimento, che le sottrae all'ossidazione e putrefazione aerobica; ciò avviene meglio nel fango o in acqua (mare, laghi, paludi ecc.), dove la sedimentazione è più veloce della decomposizione. Le spoglie possono essere sottratte all'aria anche in altri modi, ad esempio per inglobamento nella resina, poi trasformatasi in ambra fossile; o per il rivestimento con le ceneri derivanti dalle eruzioni vulcaniche. Se fosse possibile bloccare l'azione dei batteri e impedire ogni reazione chimica, la conservazione della materia organica sarebbe totale. 
Le componenti dure, sia quelle mineralizzate, come denti, ossa e gusci, sia quelle non mineralizzate, come chitina e lignina, hanno maggiori probabilità di superare l'intervallo di tempo critico tra la morte e l'inclusione nel sedimento rispetto alle componenti molli quali muscoli e grassi. Per tale ragione, la fossilizzazione preserva questi ultimi solo raramente. 

## Fossilizzazione della materia organica
Dopo essere stati seppelliti sotto una coltre di sedimento, i resti degli organismi che hanno superato necrolisi e biostratinomia sono ormai particelle sedimentarie, e come tali diverranno soggetti a tutti i processi di diagenesi che trasformeranno man mano i sedimenti che li inglobano in rocce sedimentarie. 

### Carbonificazione
La carbonificazione è un processo molto diffuso di fossilizzazione riguardante soprattutto i vegetali, che ha portato alla formazione dei grandi giacimenti di carbone fossile del periodo Carbonifero, risalenti ad almeno 340 milioni di anni fa. Durante questo periodo geologico grandi aree della terra, oggi corrispondenti a Cina, India, Australia, Africa, Nordamerica e parte dell'Europa, erano coperte di vasti acquitrini, circondati da lussureggianti foreste la cui crescita era favorita da un clima caldo-umido di tipo tropicale. I resti di queste antiche foreste costituiscono la base degli accumuli di carbone fossile.
Questo è dovuto all'azione di particolari batteri anaerobici, che attaccando i resti vegetali, eliminano l'ossigeno e l'azoto e li arricchiscono così indirettamente di carbonio. In ambiente assolutamente privo di ossigeno gli idrati di carbonio tenderanno a dare origine a carbonio puro, ovvero carbon fossile, mentre le proteine e i grassi animali daranno luogo a idrocarburi, liquidi o gassosi, ovvero composti in cui oltre al carbonio è ancora presente l'idrogeno. 
La materia organica, anche se trasformata in carbonio o idrocarburi, può essere conservata per tempi illimitati a patto che non vi sia ossigeno. Il processo di carbonificazione e di bituminizzazione (produzione di idrocarburi) produce una diminuzione del volume a causa dell'allontanamento di idrogeno e ossigeno, ma il volume si riduce ulteriormente e in modo molto più rilevante a causa dell'eliminazione della grande quantità di acqua presente nei tessuti organici. I processi diagenetici successivi possono inoltre ridurre ulteriormente gli idrocarburi, sottraendo ancor di più volume al resto organico originario. Tutto ciò che rimane della materia organica iniziale è definito antracoleimma (dal greco anthrax = carbone e leimma = resto) (Schopf, 1975), una pellicola carboniosa che non conserva quasi mai la microstruttura interna. Sostanzialmente, un banco di carbon fossile può essere considerato una pila di antracoleimmi uno sull'altro, in cui non è più riconoscibile la struttura originaria. A volte in questi depositi si possono trovare resti di carbone di legna naturale fossile (fusain) originatosi per combustione. 
L'intensità della diagenesi determina il grado di schiacciamento e della riduzione del volume: a questo proposito, si può osservare che i tronchi incompletamente carbonificati risalenti alla fine del Neogene o al Pleistocene sono già appiattiti ma conservano ancora strutture cellulari riconoscibili, mentre quelli del Mesozoico o ancor più del Paleozoico sono ormai privi di strutture cellulari evidenti. Questi resti mantengono però una forma esterna riconoscibile in qualunque stadio diagenetico, e sono molto utili in paleontologia. Se gli antracoleimmi di foglie e altri materiali vegetali fragili (fitoleimmi) vengono ossidati nell'ambiente esterno, allora si conserverà solo l'impronta esterna contornata da ossidi di ferro; nel caso in cui il sedimento sia sufficientemente fine, la forma risultante potrebbe essere pressoché perfetta. 
Gli antracoleimmi possono essere anche di origine animale: tra i vertebrati, un caso famoso è rappresentato dai numerosi resti di ittiosauri rinvenuti nel giacimento di Holzmaden in Germania: gli scheletri permineralizzati di questi rettili marini sono circondati da pellicole di carbone che hanno permesso di ricostruire interamente la forma del corpo, compresi il lembo superiore della coda e la pinna dorsale (privi di strutture scheletriche). Altri casi sono rappresentati da fossili delicati come ali di farfalle, graptoliti e pesci dallo scheletro cartilagineo. 
I resti sepolti in fango organico producono fossili spesso ben riconoscibili come forma e come strutture cellulari solo se i processi diagenetici sono blandi. Con il procedere della diagenesi i fanghi organici, insieme ai resti vegetali o animali in essi inglobati, subiscono una omogeneizzazione e compressione tali da cancellare o distruggere ogni struttura riconoscibile. Ad esempio, nella torba sono perfettamente riconoscibili frammenti di carbone di legna con le cellule perfettamente conservate, anche se vuote, mentre nella lignite le cellule del carbone naturale fossile non sono deformate solo quando sono impregnate da sostanze organiche, che hanno impregnato le cellule del carbone riuscendo a impedire il collasso delle pareti cellulari nell’ambiente diagenetico delle ligniti. Gli enormi carichi imposti dalla situazione diagenetica che ha prodotto l’antracite, tuttavia, sono impossibili da sopportare. Superato lo studio della lignite, quindi, tutto viene omogeneizzato e nessun organismo è più riconoscibile.

### Permineralizzazione
La diagenesi spinta della materia organica non conduce sempre alla totale scomparsa delle cellule animali e vegetali. Se i resti organici vengono sepolti in fanghi di origine minerale, a volte acque interstiziali mineralizzate impregnano i tessuti, depositando all'interno delle cellule sali in forma amorfa o cristallina. Se questa precipitazione di minerali avviene durante le prime fasi di fermentazione anaerobica, prima che si verifichi la totale o parziale deformazione dei lumina cellulari, le strutture organiche mineralizzate in questo modo non potranno più deformarsi, nemmeno in seguito ai carichi di pressione della diagenesi avanzata. Questo processo è noto come permineralizzazione o permeazione cellulare, e ha permesso la formazione di fossili in cui è rimasta conservata anche la struttura cellulare; è un processo molto simile all'inglobamento artificiale che avviene in istologia per sezionare i tessuti, con la differenza che il mezzo inglobante in questo caso è costituito da paraffina o silicone e non da sostanza minerale amorfa o criptocristallina.
Alla permeazione cellulare possono prendere parte vari tipi di sostanze minerali presenti nei fluidi, come carbonato di calcio, silice, francolite, siderite o solfuri del ferro. 

#### Concrezioni calcaree fossilifere
Nelle argille marnose a basso contenuto di carbonato si possono trovare delle concrezioni, composte soprattutto da calcite e anche da siderite, che racchiudono al loro interno fossili. Queste concrezioni sono generalmente di forma arrotondata, sferoidali, discoidali o ellissoidali, ma a volte sono molto allungate. Solitamente sono lunghe qualche centimetro decina di centimetri, ma eccezionalmente possono essere lunghe alcuni metri (è il caso di concrezioni nodulari di dieci metri al cui interno sono stati ritrovati fossili di plesiosauri). I fossili che si rinvengono in queste strutture non sono schiacciati, e da ciò si può supporre che si siano formati negli stadi iniziali della diagenesi. Inoltre, le concrezioni contengono sempre resti di organismi, ed è quindi logico supporre che i resti giochino un ruolo fondamentale nella formazione delle concrezioni. La spiegazione più probabile della loro genesi è la seguente: le proteine e le ammine, decomponendosi, liberano ammoniaca che forma un ambiente molto alcalino attorno all'animale sepolto nel sedimento. Poiché la solubilità dei carbonati decresce con l'aumentare del pH, le acque interstiziali (ricche di carbonato di calcio) vanno a depositare il carbonato all'interno dei tessuti del resto organico in decomposizione e negli interstizi del sedimento inglobante. La precipitazione della calcite riduce localmente la concentrazione di carbonato, originando un grandiente che attira nuovi ioni Ca2+ verso il fossile. Il processo continua fino al termine della produzione di ammoniaca o all'esaurimento dei carbonati. Anche la siderite può cristallizzare. Studi geochimici hanno indicato che lo ione Co2-3 all'interno delle concrezioni proviene da alterazione batterica della materia organica, d si suppone quindi che derivi dall'organismo stesso. 
Famosi esempi di questo tipo di concrezioni sono le coal balls del Carbonifero, il cui nome deriva dai giacimenti di carbone a cui sono associate; in queste concrezioni sono conservate tridimensionalmente anche strutture microscopiche degli organismi. Altri esempi sono le concrezioni ferrifere di Mazon Creek del Carbonifero superiore dell'Illinois: nei noduli di carbonato di ferro (siderite) si sono conservati resti di vegetali e una grande quantità di invertebrati, oltre a qualche vertebrato. Il fossile più famoso di questo giacimento è il misterioso Tullimonstrum, un essere vermiforme dal corpo molle, lungo meno di 10 centimetri e dotato di una lunga proboscide. Altre concrezioni notevoli provengono dal Permiano - Triassico del Madagascar e soprattutto dal Cretaceo inferiore del Brasile nordorientale, nella cosiddetta "formazione Santana", in cui vengono continuamente rinvenuti fossili di pesci perfettamente conservati e tridimensionali, ma anche pterosauri, coccodrilli, tartarughe e insetti. 
La formazione dei noduli e la mineralizzazione dei pesci del Brasile deve essere stata particolarmente complessa: le fibre dei muscoli furono permineralizzate da fracolite, un minerale che già dopo poche ore dalla discesa delle carcasse sul fondale marino andò a permeare le fibre col procedere dell'azione batterica. Il fosfato necessario a questo processo era contenuto nell'acqua di mare e nell'acqua interstiziale dei sedimenti, e cristallizzò in ambiente acido dovuto all'abbondanza di anidride carbonica, formatasi come conseguenza della decomposizione di materia organica presente sul substrato. Successivamente, col primo seppellimento delle carcasse, l'ammoniaca prodotta dalle fermentazioni anaerobiche delle proteine alzò il pH, bloccando così la precipitazione dei fosfati e favorendo quella dei carbonati, con la formazione dei noduli attorno ai pesci. Tessuti muscolari permineralizzati all'interno di concrezioni si rinvengono anche in pesci del Devoniano.

#### Silicizzazione
La permineralizzazione tramite silice non è particolarmente frequente ma è molto spettacolare. Il processo di silicizzazione del legno avviene in modo completo solo all'interno di depositi piroclastici, forse anche per la notevole permeabilità di questi depositi che facilita la circolazione delle acque mineralizzanti e la veloce eliminazione dei prodotti di demolizione della materia organica labile.
Le sostanze acide che si generano nella decomposizione si degni provocano un abbassamento del pH, causandone quindi la deposizione di gel siliceo dalle soluzioni sature di silice. In questo modo, la silice va a rivestire lentamente i canali legnosi, fino a riempirli completamente. Nel corso della fossilizzazione, l'opale si trasforma in quarzo microcristallino: in questo modo si passa dai legni impregnati di gel di silice ai legni silicizzati. La trasformazione dell'opale nelle forme cristalline del quarzo altera i particolari delle cellule ma permette la conservazione della forma generale dei tessuti vegetali: è quindi possibile studiarne al microscopio la struttura, anche se non a livello di struttura cellulare. Esempi particolarmente spettacolari di questo tipo di fossilizzazione sono le cosiddette "foreste pietrificate" dell'Arizona (risalente al Triassico) e di Yellowstone (dell'Eocene); quest'ultima è il risultato di una sequenza di 30 foreste, ognuna delle quali distrutta da una particolare eruzione vulcanica. Un'altra foresta fossile è quella del Miocene della Sardegna centrale (foresta pietrificata di Zuri - Soddì, inaccessibile a causa della creazione di un bacino artificiale).
Oltre alle "foreste fossili", la permineralizzazione dovuta alla silice ha prodotto anche la conservazione di numerosi microorganismi del Precambriano, come i cianobatteri, ovvero le prime testimonianze di vita sul pianeta Terra. In questo caso è necessario che venga bloccato l'effetto delle autolisine, enzimi tipici di questi organismi, che subito dopo la morte dell'individuo iniziano a distruggere le pareti cellulari; l'impregnazione di ioni di ferro, nel caso di Bacillus subtilis, blocca l'azione delle autolisine e ne permette la silicizzazione.

#### Piritizzazione
La pirite può produrre una permineralizzazione parziale e si trova spesso associata ad antracoleimmi; si forma per attività batterica in condizioni anaerobiche e può riempire gli spazi delle cellule, presentandosi sotto forma di framboidi (aggregati sferici di grani di pirite in microcristalli). Si possono rinvenire diverse generazioni di pirite che sono andate a riempire gli spazi lasciati dalla materia organica in decomposizione. Spesso, le condizioni ossidanti presenti nei pressi della superficie finiscono per alterare la pirite rendendola ossidi di ferro, prima che il fossile possa essere raccolto e studiato. 

#### Crioconservazione
Un particolare tipo di fossilizzazione è costituito da vari esemplari di grandi mammiferi del Pleistocene che si sono conservati nelle alluvioni ghiacciate di Siberia e Alaska, risalenti all'ultima glaciazione. È probabile che questi animali siano rimasti intrappolati nelle alluvioni fluviali fini nel corso di alcuni eventi meteorologici, e che le loro carcasse si siano conservate dalla decomposizione a causa dell'acqua gelida e in seguito a causa del successivo congelamento delle alluvioni, rimaste nelle stesse condizioni fino ad oggi. A volte, in alcuni esemplari, è stato rinvenuto anche il tubo digerente con tanto di resti di cibo. I resti crioconservati di mammut (Mammuthus primigenius) non sono rari, ma vi sono anche esemplari di bisonti, rinoceronti lanosi e persino di lupi e leoni delle caverne. 

### Inglobamento in ambra fossile

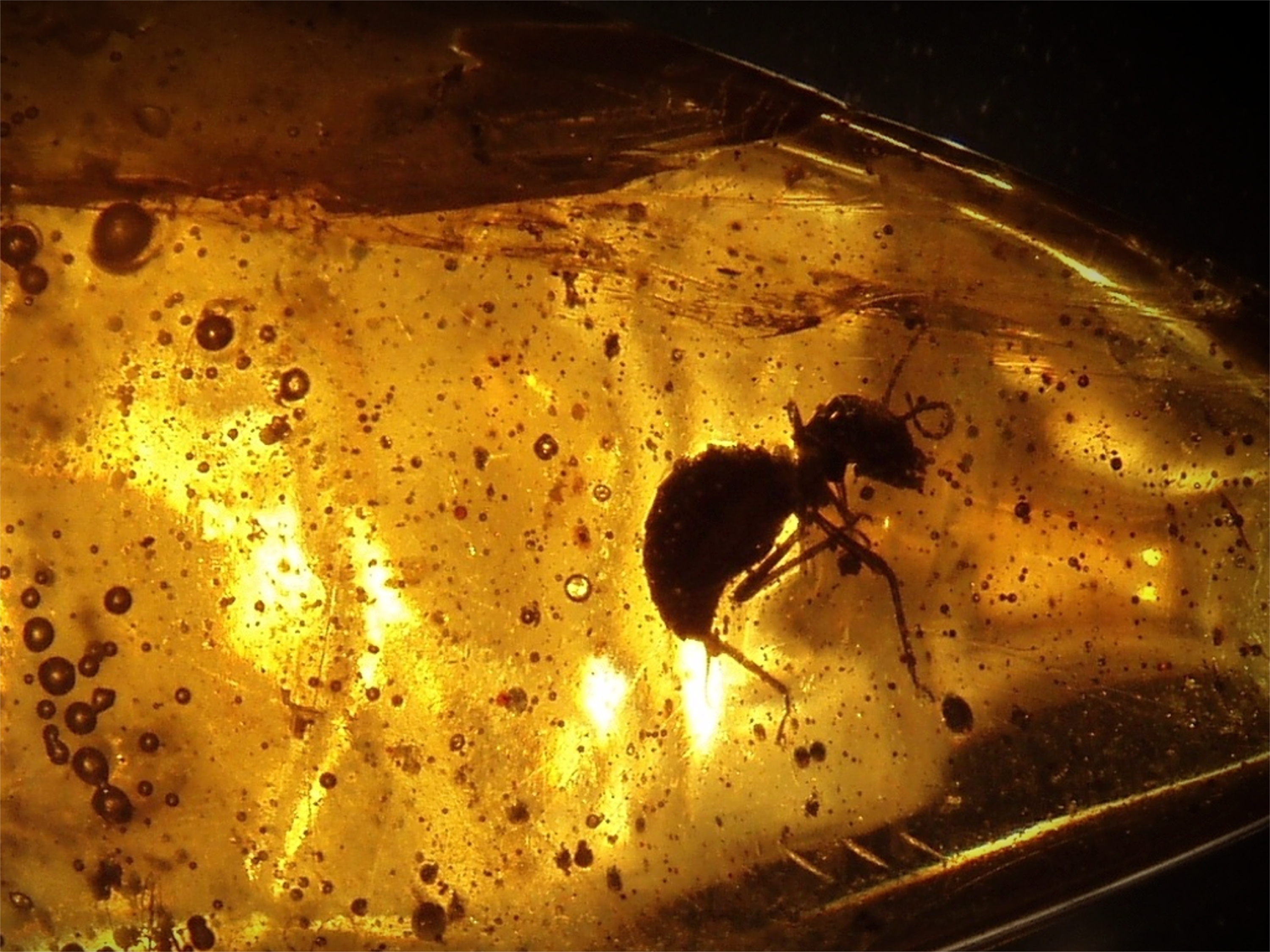
Formica inglobata in ambra fossile

È un processo molto conosciuto per la singolare conservazione che comporta. Nelle resine vegetali si conservano soprattutto fiori, pollini, insetti, ma anche piccoli vertebrati. La resina fossile viene chiamata ambra o, se proveniente da sedimenti molto recenti, copale. L'ambra del Baltico è una delle più famose e si rinviene lungo le coste meridionali del Mar Baltico. In queste zone l'ambra è stata prodotta in gran parte da una conifera estinta (Pinus succinifera) che formava estese foreste nell'Eocene. La resina che colava lungo i tronchi inglobava gli insetti e altri piccoli organismi che erano rimasti intrappolati in una precedente colata di resina, sottraendoli agli agenti esterni. Di questi organismi il più delle volte è rimasta solo una sottile pellicola esterna, ma lo stato di conservazione è talmente perfetto che i dettagli possono essere ingranditi fino a 1000 volte. Depositi simili sono segnalati anche nel Cretaceo del Manitoba (Canada), nel Paleogene delle Antille, nel Miocene della Sicilia e, soprattutto, nel Cretaceo del Myanmar. 

### Conservazione in asfalti naturali
Avviene in asfalti o bitumi fossili, ed è il processo che consente la conservazione di parti molli di un organismo (inglobamento). Il più famoso esempio di inglobamento in petrolio greggio è costituito dai vertebrati fossili del Pleistocene superiore e dell'Olocene di Rancho La Brea, nel bel mezzo della città di Los Angeles; qui, moltissimi animali rimasero intrappolati in laghetti di petrolio greggio formatisi a causa di fuoriuscite di petrolio da giacimenti superficiali. In superficie, il petrolio diventa viscoso e può venire ricoperto da acqua piovana, diventando così una vera e propria trappola naturale per gli animali selvatici. Negli stagni di petrolio di Rancho La Brea hanno trovato la morte numerosissimi vertebrati di vario tipo, invischiati nel greggio. Uccelli e mammiferi predatori, attirati dalle creature moribonde, sono stati intrappolati a loro volta: la composizione della fauna di Rancho La Brea mostra un numero di carnivori dieci volte superiore a quello degli erbivori. Tra i fossili più spettacolari si ricordano quelli di un canide cacciatore (Aenocyon dirus), di una tigre dai denti a sciabola (Smilodon fatalis) e di una sorta di avvoltoio gigante (Teratornis merriami).

### Distillazione
In questo processo gli elementi più volatili che compongono il resto organico vengono distillati e lasciano una sottile pellicola di carbonio sulla roccia, a testimoniare la forma originaria dell'organismo. I fossili derivanti da questo processo non sono certamente perfetti, tanto è vero che i graptoliti, quegli organismi che più di altri si sono conservati attraverso questo sistema, non furono compresi appieno se non dopo che di essi vennero alla luce alcuni esemplari piritizzati, derivati cioè da un tipico processo di mineralizzazione. Un giacimento in cui le condizioni erano tali da permettere a volte le conservazioni di queste delicatissime strutture è quello assai famoso di Solnhofen in Baviera, ove fu rinvenuto lo scheletro del più antico uccello noto, l'Archaeopteryx, che fu determinato come tale per la eccezionale conservazione delle sue penne. Nello stesso giacimento furono trovati resti di rettili volanti con l'impronta della membrana alare, tentacoli di meduse, insetti completi delle sottili e delicate ali membranose e belemniti completi dei loro tentacoli.

### Mummificazione
Si tratta di una conservazione in toto di parti molto delicate. Condizioni di disisdratazione tali da produrre mummie possono verificarsi in ambienti molto aridi, sia caldi che freddi. Nei deserti sono relativamente frequenti carcasse mummificate, ma è improbabile che queste si conservino a lungo, dal momento che essi si depositano in sedimenti altamente porosi (sabbie) e quindi con alta possibilità di venire ossidati. Gli ambienti aridi freddi hanno il vantaggio di limitare lo sviluppo dei batteri non solo con la disidratazione ma anche con la bassa temperatura.
Due esemplari di Edmontosaurus, un dinosauro del Cretaceo, furono trovati mummificati, completi della pelle raggrinzita e compressa sulle ossa dello scheletro come se l'animale avesse subito una forte disidratazione dopo la morte. Si pensa che ciò sia potuto accadere perché i due esemplari furono sepolti da sabbie che li isolarono dall'azione delle acque circolanti nei sedimenti e che, grazie alle sostanze minerali che contenevano, permisero la pietrificazione quasi perfetta della pelle. Sono note anche "mummie" di grandi mammiferi xenartri del Quaternario in caverne del Nuovo Messico e del Sudamerica (come Mylodon) e di rettili e anfibi di piccole dimensioni; quest'ultimo è il caso delle "rane" (Thaumastosaurus) provenienti dalle fosforiti di Quercy in Francia, risalenti all'Eocene (circa 40 milioni di anni fa). 

### Salificazione
La salificazione è un processo simile all’incrostazione, che permette la conservazione della parte più superficiale di un organismo; lo si può osservare nelle depressioni saline del Nordafrica (chotts) in Tunisia e in Marocco.

### Cerificazione
La cerificazione è una modificazione che può subire la parete di una cellula vegetale e che ha la funzione di rinforzare l'impermeabilizzazione di alcune epidermidi, depositandosi sulla cuticola, sotto forma di scagliette, granuli o bastoncelli. È un processo piuttosto raro, dovuto all'inglobamento di un organismo in un idrocarburo fossile, la ozocerite (paraffina) noto come ‘cera fossile’. Esempi di fossilizzazione per cerificazione si trovano in Europa orientale (Romania, Cecoslovacchia).

## Fossilizzazione delle parti mineralizzate
Tutte le parti dell'organismo che non sono state distrutte dai vari processi biostratinomici e sono state inglobate nei sedimenti finiscono immerse in una sospensione di acqua e sedimento con proprietà chimiche particolari. Con il procedere della sedimentazione in ambiente acqueo, le varie parti dell'organismo ancora presenti verranno a trovarsi a contatto con i liquidi interstiziali. Le condizioni chimiche possono cambiare anche per il continuo apporto di sostanze prodotte da batteri aerobici e anaerobici, che aggrediscono sia le sostanze organiche che quelle inorganiche. Tra i vari tipi di acque con cui vengono in contatto i resti organogeni, quindi, vi sono le acque dell'ambiente deposizionale, l'acqua interstiziale, l'acqua espulsa dai minerali a seguito di disidratazione durante la diagenesi, l'acqua di derivazione profonda prodotta dal metamorfismo degli strati sotto il bacino sedimentario (che possono essere ricchi di sali minerali), e le acque di derivazione meteorica (solitamente aggressive). Tutte queste acque, con i loro chimismi molto differenti, potranno produrre a seconda dei casi dissoluzioni, cristallizzazioni o sostituzioni della materia organogena. 

### Dissoluzione diagenetica
La dissoluzione può interessare i resti organogeni sia prima, sia durante la diagenesi. Negli ambienti bentonici, il principale agente di distruzione è la dissoluzione diagenetica. Questa dipende da vari fattori. 
- Composizione mineralogica dei gusci: i più solubili in ambiente acido sono quelli in calcite ad alto contenuto di magnesio (HMC), seguiti da quelli in aragonite, in calcite a basso contenuto di magnesio (LMC) e poi quelli fosfatici (Tacker e Wright, 1990). In ambiente alcalino, i più solubili risultano essere quelli silicei.
- Composizione mineralogica del sedimento: essa condiziona il chimismo delle acque. In un sedimento calcareo le acque acide si neutralizzano rapidamente, mentre in un sedimento silicoclastico le acque sono sottosature rispetto ai carbonati e risulteranno aggressive verso qualunque guscio calcareo.
- Superficie specifica: essa favorisce la diffusione dei liquidi all'interno del sedimento, e quindi aumenta l'intensità della dissoluzione. Gusci molto ornati e porosi, quindi, saranno solitamente più soggetti alla dissoluzione rispetto a quelli più compatti.
- Bioturbazione: le bioturbazioni favoriscono la diffusione di liquidi all'interno del sedimento, aumentando quindi l'intensità della dissoluzione, soprattutto dove l'acqua interstiziale è sottosatura rispetto ai carbonati (Speyer e Brett, 1988).

### Mineralizzazione
La mineralizzazione è il principale processo che induce alla fossilizzazione, durante il quale la composizione chimica dell'organismo viene modificata chimicamente per azione delle soluzioni in circolo tra i sedimenti.
Il caso più frequente è quello di organismi che restano sepolti sul fondo di un lago o di un mare: poco alla volta, per le reazioni chimiche tra le parti dure dell'organismo e le soluzioni circolanti, i minerali presenti in soluzione vanno a sostituire quelli presenti nell'organismo.
Le modalità sono diverse a seconda dei vari ambienti diagenetici (impregnazione, sostituzione o precipitazione, calcitizzazione).

## Sedimentazione
La sedimentazione è iniziata con la storia della Terra e i sedimenti depositatisi da allora costituiscono la parte più superficiale della crosta terrestre. Questi sedimenti formano successioni di strati più o meno spessi e profondi che hanno uno stretto rapporto con il tempo durante il quale contengono i fossili: in tali strati è racchiusa la storia della Terra.
Grazie a quei fossili guida ad ampia distribuzione geografica si è tuttavia giunti, nel corso di oltre un secolo e mezzo di studi, a una datazione soddisfacente delle diverse serie rocciose terrestri, ed è stato così possibile suddividere la storia della Terra, proprio in base ai fossili, in intervalli di tempo che prescindono dal tipo di roccia che si incontra nelle differenti serie stratigrafiche.
Per definire la durata e l'età esatta delle diverse suddivisioni cronologiche, per definire cioè l'età assoluta in numero di anni, la paleontologia non è di nessuna utilità. Il problema dell'età assoluta delle rocce è stato risolto solo di recente grazie ai metodi radiometrici. 
I problemi che si oppongono alle correlazioni sono particolarmente complessi e abbondanti; ciononostante i paleontologi, costruendo un intricato mosaico di piccoli tasselli, sono riusciti a dare un quadro abbastanza completo di quanto è avvenuto durante il corso delle ere geologiche.

## Geometria della fossilizzazione

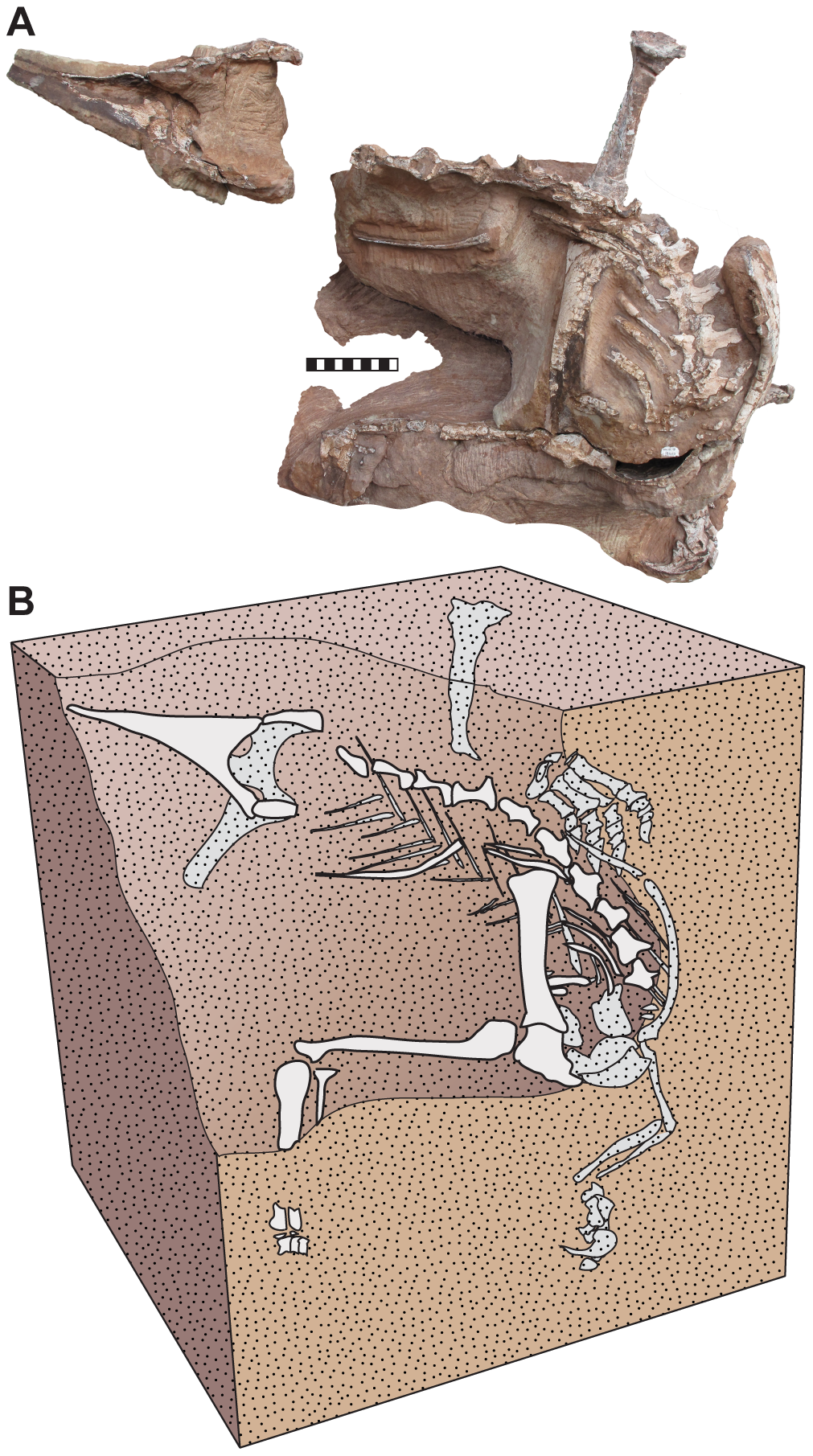
Ricostruzione della posizione di un resto di dinosauro nel sedimento al tempo della sua scoperta

Gli organismi possono fossilizzare in 3 diversi modi, rispetto alla posizione da essi occupata in vita, e cioè in:
- Posizione primaria (o posizione autoctona)
- Posizione subprimaria (o posizione alloctona)
- Posizione secondaria

## Chimica della fossilizzazione
- Carbonati
- Ossidi
- Solfuri e solfati
- Silicati
- Fosfati